# Гольцы (деревня)
Гольцы — деревня в Унинском районе Кировской области.

## География
Располагается на расстоянии примерно 21 км по прямой на юг-юго-запад от райцентра поселка Уни.

## История
Известна с 1802 года как починок Урванцов с 4 дворами. В 1873 году здесь (деревня Урванцовская или Гольцовская) учтено дворов 36 и жителей 233, в 1905 65 и 308, в 1926 (уже Гольцы) 81 и 401, в 1950 60 и 223, в 1989 оставалось 53 человека. До 2021 года входило в состав Порезского сельского поселения до его упразднения.

## Население
Постоянное население  составляло 28 человека (русские 96%) в 2002 году, 16 в 2010.